# Kominternlied
Bài ca của Quốc tế Cộng sản ( Tiếng Đức: Kominternlied, Tiếng Anh: Song of the Comintern, Tiếng Nga: Гимн Коминтерна) là bài ca chính thức của Quốc tế Cộng sản do Hans Eisler viết năm 1928 .

## Lịch sử sáng tác
Cả Hans Eisler, cũng như các tác giả của bài thơ gốc, Franz Janke và Maxim Wallentin , đều không coi Kominternlied là một bài ca. Nó được viết cho "Red Mouthpiece", dành riêng cho kỷ niệm 10 năm Quốc tế Cộng sản, và được công diễn lần đầu tiên vào tháng 3 năm 1929 tại Berlin. Vào tháng 11 năm 1930, trong thời gian ở Moskva, Eisler đã biểu diễn bài hát tại căn hộ của nhà soạn nhạc Nikolay Chemberdzhi  . Họ rất thích bài hát, và trong số tháng một của tạp chí "Vì âm nhạc vô sản" năm 1931, một phiên bản tiếng Nga của bài hát đã được xuất bản, trong đó chỉ có khổ thơ đầu tiên là bản dịch từ nguyên bản tiếng Đức - nhà thơ Ilya Frenkel đã viết bằng tiếng Nga cho bài hát này.
Bằng tiếng Đức, ca sĩ kiêm diễn viên nổi tiếng người Đức Ernst Busch đã hát bài hát này ; đã có các phiên bản bằng tiếng Tây Ban Nha, tiếng Anh và nhiều thứ tiếng khác .
Năm 1943, Quốc tế Cộng sản bị giải tán, và sau Thế chiến thứ hai, Stefan Hermlin đã viết một đoạn văn mới cho bản nhạc của Eisler, giữ lại khổ thơ thứ hai từ bản gốc tiếng Đức (F. Jahnke và M. Wallentin), - bây giờ nó trở thành "Bài ca của nhân dân lao động ”(Lied der Werktätigen)  .

## Lời bài hát

#### Tiếng Đức:
Verlasst die Maschinen! heraus, ihr Proleten!
Marschieren, marschieren! Zum Sturm angetreten!
Die Fahnen entrollt! Die Gewehre gefällt!
Zum Sturmschritt! Marsch, marsch! Wir erobern die Welt!
Wir erobern die Welt! Wir erobern die Welt!
Wir haben die Besten zu Grabe getragen,
Zerfetzt und zerschossen und blutig geschlagen.
Von Mördern umstellt und ins Zuchthaus gesteckt,
/: Uns hat nicht das Wüten der Weißen geschreckt! :/
Die neuen Kämpfer, heran, ihr Genossen!
Die Fäuste geballt und die Reihen geschlossen.
Marschieren, marschieren! Zum neuen Gefecht!
/: Wir stehen als Sturmtrupp für kommendes Recht! :/
In Russland, da siegten die Arbeiterwaffen!
Sie haben’s geschafft — und wir werden es schaffen!
Herbei, ihr Soldaten der Revolution!
Zum Sturm! Die Parole heißt: Sowjetunion!
Zum Sturm! Die Parole: Welt-Sowjetunion!

#### Tiếng Anh:
Rise up, fields and workshops!
Come out, workers, farmers!
To battle march onward, march on, world stormers!
Eye sharp on you guns, red banner unferled,
Advance, proletarians, to conquer the world!
Advance, proletarians, to conquer the world!

On you who are missing, oh comrades in dungeons,
you're with us, you're with us, this day of our vengeance!
No fascist can daunt us, no terror can halt,
All lands will take flame with the fire of revolt!
All lands will take flame with the fire of revolt!

From Russia victorious, the workers October,
Come storming reaction's regime the world over.
We're coming with Lenin for Bolshevik work,
From London, Havana, Berlin and New York,
From London, Havana, Berlin and New York!

#### Tiếng Nga:
Заводы, вставайте! Шеренги смыкайте!
На битву шагайте, шагайте, шагайте!
Проверьте прицел, заряжайте ружьё!
На бой пролетарий, за дело своё!
На бой пролетарий, за дело своё!
Товарищи в тюрьмах, в застенках холодных,
Вы с нами, вы с нами, хоть нет вас в колоннах,
Не страшен нам белый фашистский террор,
Все страны охватит восстанья костёр!
На зов Коминтерна стальными рядами
Под знамя Советов, под красное знамя.
Мы красного фронта отряд боевой,
И мы не отступим с пути своего!
И мы не отступим с пути своего!
Огонь ленинизма наш путь освещает,
На штурм капитала весь мир поднимает!
Два класса столкнулись в последнем бою;
Наш лозунг — Всемирный Советский Союз!